# Dziwnów
Dziwnów (en allemand : Dievenow) est une ville de la voïvodie de Poméranie occidentale, dans le nord-ouest de la Pologne. Elle est le siège de la gmina de Dziwnów, dans le powiat de Kamień.

## Histoire
De 1818 à 1945, Dievenow fait partie de l'arrondissement d'Usedom-Wollin dans le district de Stettin au sein de la province de Poméranie.

## Jumelages
- Werneuchen (Allemagne) depuis 1996
- Sosnowiec (Pologne) depuis 2013